# 趙元任
趙 元任（ちょう げんじん、ユエン・レン・チャオ、Yuen Ren CHAO、1892年11月3日 - 1982年2月25日）は中華民国・アメリカ合衆国の言語学者。

## 経歴
1892年11月3日（光緒18年9月14日）天津で誕生。字（あざな）は宣重。趙家元来の出身地は、南京と天津の中間地点の常州で「母方言」地域。但し、祖父及び父の任地の関係から転居が多く、就学［満七才］以前に、北京語・保定方言・常熟方言を習得していた。
1895年（3歳）で母親から漢字を習う。また後に祖父より『大学』の素読を習う。1898年（6歳）、家塾で就学。『大学』は習得済み、また『中庸』は難解ゆえ、『論語』『孟子』を学習。夕食後、母から詩及び歌を、父から笛を習った。
1904年（12歳）：両親の死去に伴い蘇州へ転居。蘇州方言を習得。1906年（14歳）、常州へ戻り渓山小学へ入学。1907年（15歳）、南京の江南高等学堂へ入学。米国人教師David J. Carverと出会い啓蒙を受ける。但し、Carverの英語は南部訛が強く、後年アメリカへ留学した際、「英語が違う」というのがアメリカの第一印象であった。
1910年（18歳）：清華学堂の奨学金を得て、米国コーネル大学へ留学。合格者72名中2位の成績だった。当初は電気工学を目指す予定であったが、数学を専攻した。ドイツ語・フランス語を習得する一方で、一般音声学の講義（Herman Davidson）でIPA（国際音声字母）に接し音声学に興味を持つ。卒業時の成績は、コーネル大学開校以来のものであった。1914年（22歳）コーネル大学大学院（哲学専攻）へ進学。1915年（23歳）、ジョージ・マーサ・ダービィ哲学奨学金を得て、ヘンリー・M・シェーファーを慕ってハーバード大学大学院へ移籍した。言語学のほか、サンスクリット語をチャールズ・ロックウェル・ランマンに学んでいる。学院論文はContinuity: A Study of Methodology　(1918年学位取得)
- 1919年（27歳）：コーネル大学で物理学講師に就任
- 1920年（28歳）：北京・清華学校からの招聘を受け帰国
- 1920年 - 1921年：バートランド・ラッセルの中国公演旅行の通訳を務める。
  - 1920年10月26日、湖南省長沙で通訳した際、趙の湖南方言があまりに流暢なので、「湖南の何県出身ですか？」と質問された[1]。
- 1921年（29歳）：外科医の楊歩偉と結婚。楊は東京女子医学専門学校（現・東京女子医科大学）を卒業後、中国初の近代女医として北京で開業していた。二人は一日ごとに話す方言を変えていた。その時期、ベルンハルド・カールグレンの“Études sur la phonologie chinoise”（『中国音韻学研究』）を読み、中国語の史的研究に興味を持ち始める。また、言語学を専念する事をきめたのも、この時期である。同1921年秋、ハーバード大学の論理学、及び中国語講師に任ぜられる

1923年（31歳）、欧州を遊学。アンリ・マスペロ、ポール・ペリオ、アントワーヌ・メイエなど著名な学者の知遇をえる。なかでもダニエル・ジョーンズから指導を受け、また国際音声学会の主要メンバーの一人になる。
1924年（32歳）：清華学校の大学制移行に伴い、王国維らと共に「導師」として招聘される。この時期、国語統一準備委員会のメンバーになり、林語堂・銭玄同などと「数人会」を結成。「数人会」の名前は『切韻』（陸法言、601年）の「序」に出てくる「我輩数人，定則定矣」から採られたもので、この会は、国語運動の理論的・科学的な方向付けを行った。具体的には『国語常用字彙』（1932年）の編集・出版として結実した。また、国語ローマ字（國語羅馬字）制定の主要メンバーとしても活躍した。この時期、各地に方言調査に赴く。1927年10月から12月まで揚子江下流の呉語地域（その結果が『現代呉語的研究』）、1928年から1929年まで広東・広西両省及び汕頭・潮州を調査した。
1932年 - 1933年（41歳）、Chinese Educational Missionの長として米国へ。レナード・ブルームフィールドやバーナード・ブロックなどの他に、エール大学においてエドワード・サピアと会っている。その際サピアは、常州方言の音声体系と高頻度語句について質問。その1時間後には趙と常州方言で話していた由。
1934年（42歳）：安徽方言調査。“Non-uniqueness of phonemic solutions of phonetic systems”執筆・出版。
1935年（43歳）春、江西方言調査。秋、湖南方言調査。1936年（44歳）湖北方言を調査。
1938年（46歳）：ハワイ大学東洋学研究所へ移籍。1939年7月14日（47歳）ハワイからアメリカ本土へ移動。同時期、李方桂は中国・昆明（趙一家が戦火を逃れていた都市）に向かう船に乗った。
- 1939年 - 1940年（48歳）：エール大学で教鞭
- 1940年：ハーバード大学へ。中英辞典プロジェクトの主任。
- 1945年（53歳）：アメリカ言語学会の会長に選出
- 1947年（55歳）：カリフォルニア大学バークレー校へ。この間、言語習得、音声タイプライター、数理言語学、翻訳論、社会言語学、科学方法論など研究。
- 1954年（62歳）：アメリカ国籍を取得
- 1959年（67歳）：東京大学・京都大学にて講義
- 1960年（68歳）：アメリカ東洋学会の会長に選出。同年、カリフォルニア大学を定年。名誉教授になる。

1981年3月（88歳）に妻・楊歩偉が逝去。1982年2月25日（89歳）：マサチューセッツ州ケンブリッジにて逝去。

## 主要著書
- 現代呉語的研究. 清華学校研究院. (1928)
- 広西猺歌記音. 中央研究院歴史語言研究所単刊. 甲種之一. (1930)
- “ə sistim əv "toun letəz" [A system of "tone-letters"]”. Le Maître Phonétique 30:  24–27. (1930). JSTOR 44704341.（基準線による声調の表記を提唱した論文。チベット語のIPA表記も試みられている。）
- “The non-uniqueness of phonemic solutions of phonetic systems”. 中央研究院歴史語言研究所集刊 4 (4):  363-397. (1934).（音韻分析が複数ありえることを示した有名な論文）
- 鍾祥方言記. 中央研究院歴史語言研究所単刊. 甲種之十五. 商務印書館. (1939)
- “Distinctions within Ancient Chinese”. Harvard Journal of Asiatic Studies 5:  203-233. (1941). JSTOR 2717913.（音韻論を中国語中古音に適用したことで有名な論文。本来の題は「Distinctive and Non-Distinctive Distinctions in Ancient Chinese」だったが、雑誌に載せるときに削られた。）
- Concise Dictionary of Spoken Chinese. Harvard University Press. (1947)（楊聯陞と共著）
- Cantonese Primer. Harvard University Press. (1947)
- Mandarin Primer. Harvard University Press. (1948)
- 湖北方言調査報告. 商務印書館. (1948)（2冊）
- 語言問題. 台湾商務印書館. (1959)
- A Grammar of Spoken Chinese. University of California Press. (1968)
- Language and Symbolic Systems. Cambridge University Press. (1968)
- Life with Chaos. Ithaca: Spoken Language Services. (1975)（自伝、2冊）
- Aspects of Chinese Sociolinguistics. Stanford University Press. (1976)
- 橋本萬太郎 訳『言語学入門：言語と記号システム』岩波書店、1980年。【Language and Symbolic Systems の日本語訳】

### 翻訳
- 阿麗思漫遊奇境記. 商務印書館. (1922)（ルイス・キャロル『不思議の国のアリス』の翻訳）
- 最後五分鐘. 中華書局. (1929)（A・A・ミルンの戯曲『The Camberley Triangle』の翻訳、国語ローマ字の読本として出版）